# بويضة كبيرة
بويضة كبيرة  قرية سوريّة تتبع إداريّاً لمحافظة حلب منطقة جبل سمعان ناحية تل الضمان، بلغ تعداد سكانها 86 نسمة حسب التعداد السكاني لعام 2004.